# Uspravni morač
Uspravni morač (lat. Visnaga daucoides) je vrsta cvjetnice iz porodice štitarki. Porijeklom je iz Europe, Azije i sjeverne Afrike, ali se može naći diljem svijeta kao unesena vrsta.

## Opis
Ovo je uspravna jednogodišnja biljka koja raste od glavnog korijena do maksimalne visine blizu 80 cm Listovi su dugi do 20 cm i općenito ovalnog do trokutastog oblika, ali razdvojeni na mnogo malih linearnih do kopljastih segmenata. Cvat je složeni štitast cvjetić bijelih cvjetova sličan cvjetovima drugih vrsta iz porodice Apiaceae. Plod je komprimirano ovalno tijelo duljine manje od 3 milimetra. Ova vrsta je izvor kelina, diuretičkog ekstrakta.
Poput bliskog srodnika Ammi majus, Visnaga daucoides se često viđa u vrtovima gdje se godišnje uzgaja iz sjemena.
Neki stručnjaci smatraju Visnaga daucoides sinonimom za Ammi visnaga; i još uvijek se široko spominje pod tim imenom.

## Tradicionalna medicina
U Egiptu se čaj od plodova ove vrste koristio kao biljni lijek za bubrežne kamence.
Pripravci od plodova također su korišteni za terapiju angine pektoris.

## Laboratorijska istraživanja
Laboratorijske studije na štakorima pokazuju da ekstrakt usporava nakupljanje kristala kalcijevog oksalata u bubrezima i djeluje kao diuretik. Njegovi klinički učinci kod ljudi nisu poznati.

## Kemijski sastojci
Kelin, kemijski spoj dobiven iz biljke Visnaga daucoides, nekoć se koristio kao relaksant glatkih mišića, ali njegova je upotreba sada ograničena zbog nuspojava. Amiodaron i kromoglikat su sintetski derivati kelina s manje nuspojava koji su razvijeni za upotrebu u modernoj medicini.
Visnagin je još jedan kemijski spoj koji se nalazi u Visnaga daucoides, a koji je otrovan ako se proguta u čistom stanju. Visnadin je prirodni vazodilatator koji se nalazi u Visnaga daucoides.